# Plage de Pont Café
La plage de Pont Café ou Anse Pont Café est une plage située sur la commune de Sainte-Luce en Martinique.
Une résidence Pierre et Vacances se situe à proximité immédiate.
Elle se situe entre la plage de Corps de Garde et la plage de Gros Raisin, accessibles à pied.